# V350 Возничего
V350 Возничего (лат. V350 Aurigae), HD 243574 — одиночная переменная звезда в созвездии Возничего на расстоянии (вычисленном из значения параллакса) приблизительно 7443 световых лет (около 2282 парсеков) от Солнца. Видимая звёздная величина звезды — от +15,2m до +14,3m.

## Характеристики
V350 Возничего — красный гигант, углеродная пульсирующая медленная неправильная переменная звезда (LB:) спектрального класса C или N6. Радиус — около 86,22 солнечных, светимость — около 805,39 солнечных. Эффективная температура — около 3312 K.